# Jean Thierry du Mont, conte di Gages
Jean-Bonaventure-Thiéry Dumont, conte di Gages (Mons, 27 dicembre 1682 – Pamplona, 31 gennaio 1753), era un aristocratico belga della provincia d'Hainaut (Paesi Bassi spagnoli) ed un soldato al servizio del Regno di Spagna.
Aristocratico appartenente al casato dei Borbone, fu comandante degli eserciti spagnoli durante la campagna italiana (1742-1746) della guerra di successione austriaca, venne nominato viceré di Navarra.

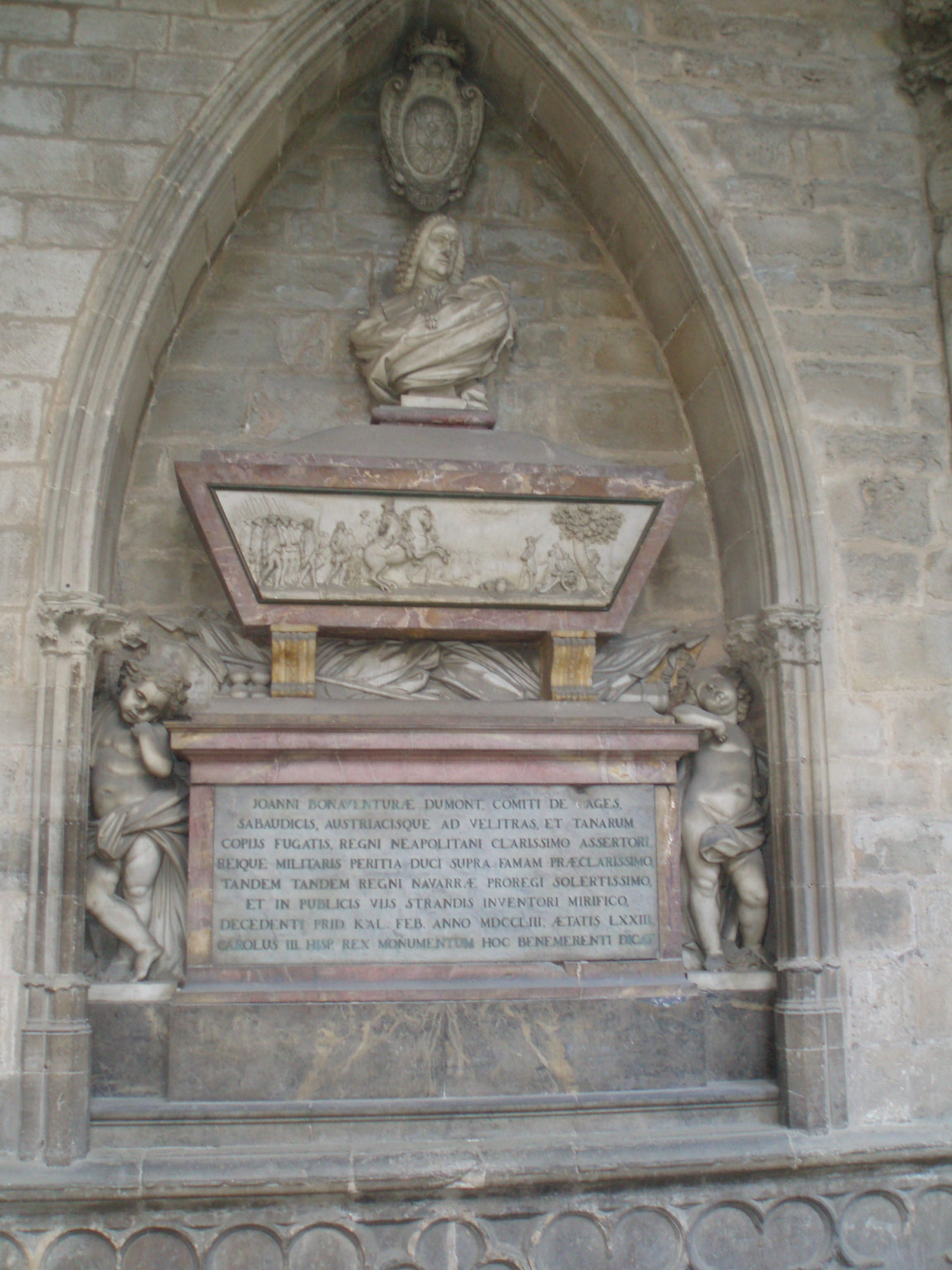
Sepolcro del generale Juan de Gages, conte di Gages (1682-1759). Cattedrale di Pamplona.

## Biografia
Jean-Bonaventure-Thiéry Dumont era figlio di Pierre-Charles-Bonaventure Dumont, signore di Gages e consigliere della Corte Suprema dell'Hainaut, e di Marie-Josepha de Buisson, signora di Onua e discendente del cavaliere belga Drogo Dumont, che partecipò alla cattura di Gerusalemme nel 1099 da parte delle truppe di Goffredo di Buglione.
Destinato alla carriera di magistrato, dopo l'inizio della guerra di successione spagnola decise di abbandonare il corso di filosofia e diritto, a seguire l'esempio del marchese di Lede, del conte di Glime e del conte di Mérode-Westerloo. Venne quindi presentato nel 1702 a Bruxelles al ministro plenipotenziario francese marchese de Puységur, a cui espresse il desiderio di combattere al servizio di Filippo V di Spagna.
Nel 1703, all'età di venti anni, Dumont venne arruolato nel neocostituito reggimento delle Guardie vallone, con cui partecipò a molte battaglie tra cui l'assedio di Barcellona del 1713-1714, la spedizione sarda-siciliana, la battaglia di Francavilla (1719), l'assedio Gibilterra (1727), la spedizione africana, la riconquista di Orano, in Algeria, nel 1732 e la battaglia di Bitonto (1734). Si distinse particolarmente durante la battaglia di Villaviciosa, durante la guerra di successione spagnola.
Il 1º luglio 1705 divenne tenente dei granatieri, il 1º febbraio 1706 capitano, il 21 ottobre 1734 - comandante del reggimento delle guardie vallone e il 2 dicembre 1746 tenente colonnello. Durante la guerra annglo-spagnola, nel 1740 fu promosso al grado di tenente generale, servendo sotto il conte di Glima l'esercito catalano, inviato per la spedizione a Minorca.

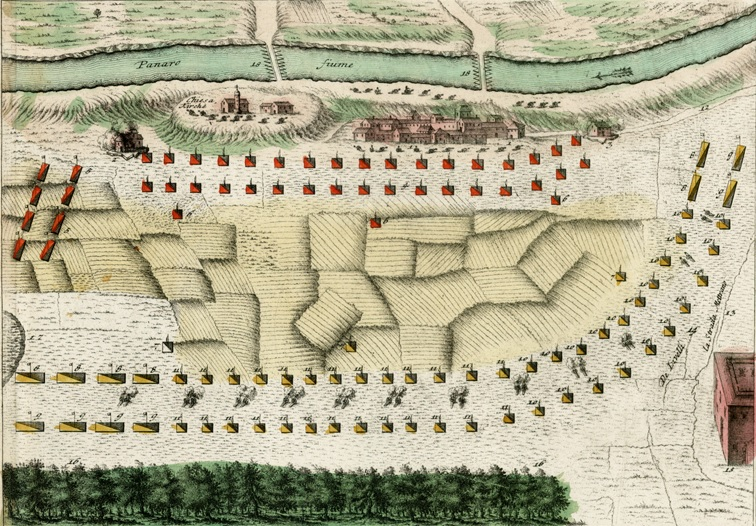
Battaglia di Camposanto del 1743

Alla fine del settembre 1742 fu nominato comandante dell'esercito spagnolo in Italia e condusse, come Comandante generale, le truppe ispano-napoletane in Italia nel corso della guerra di successione austriaca, contro gli austriaci ed i loro alleati del Regno di Sardegna. L'8 febbraio 1743 combatté contro gli austriaci guidati dal feldmaresciallo Otto Ferdinando von Traun nella battaglia di Camposanto, uscendone sconfitto, anche se gli spagnoli considerarono l'esito dell'aspro combattimento una loro vittoria, tanto che Dumont venne insignito del titolo di conte di Camposanto.
L'anno successivo, a fronte di una notevole superiorità numerica del nemic,o fu costretto a ritirarsi nel territorio del Regno di Napoli. Il successo di queste azioni militari fu molto apprezzato da Federico II. Come comandante delle truppe napoletane, il conte de Gages, in previsione di una ripresa delle ostilità, si spostò al confine con lo Stato Pontificio, non lontano da Velletri. Nella notte tra il 10 e 11 agosto 1744, venne improvvisamente attaccato dal corpo austriaco del principe von Lobkowicz: nel corso di una battaglia estremamente sanguinosa, Re Don Carlos venne quasi catturato, ma le Guardie vallone furono in grado di salvarlo e gli austriaci dovettero ritirarsi con gravi perdite. Alla fine della battaglia, il conte de Gages si assunse la colpa per le pesanti perdite scrivendo al re di Spagna, il quale apprezzando il gesto di umiltà lo ricompensò nominandolo cavaliere del Toson d'oro.
Il 27 settembre 1745 affrontò, insieme alle truppe francesi guidate dal maresciallo di Francia Jean-Baptiste Desmarets, marchese di Maillebois, le truppe sarde comandate da Carlo Emanuele III di Savoia nella battaglia di Bassignana, sconfiggendole grazie anche alla forte superiorità numerica. In seguito gli alleati conquistarono anche Alessandria, Valenza, Asti e Casale Monferrato, dopodiché si separò subito dai francesi, dirigendosi con i soldati spagnoli verso la Lombardia e andando ad occupare la città di Milano e il relativo circondario.
La corona spagnola, dopo la disfatta dell'esercito inglese a Fontenoy, avvenuta l'11 maggio 1745 ad opera delle truppe franco-irlandesi del principe Maurizio di Sassonia e la conseguente occupazione dei Paesi Bassi da parte dei vincitori, alleati della Spagna, gli assegnò la contea di Gages vicino a Brugelette nell'Hainaut.
Nel 1749 venne nominato viceré di Navarra dal nuovo re Ferdinando VI di Spagna. Dumont iniziò quindi un'ambiziosa azione di rinnovamento delle infrastrutture, sviluppando e ripavimentando la vasta rete di strade ancora basata sulle vie di comunicazione di epoca romana.
Morì nel 1753 a Pamplona, in Spagna, senza figli, lasciando la sua grande fortuna in eredità al nipote François Bonaventure Joseph du Mont, marchese di Gages, il quale fu il Gran Maestro ed organizzatore della Massoneria francese nei Paesi Bassi del Belgio.

## Ricordo
Carlo III di Spagna gli dedicò un mausoleo fatto realizzare nel 1767 da Roberto Michel all'esterno della chiesa dei cappuccini di Pamplona. Il suo mausoleo venne spostato più volte durante le guerre napoleoniche, per il timore che la chiesa venisse distrutta dalle truppe francesi. Alla fine, il mausoleo venne collocato nel chiostro della cattedrale di Pamplona, dove si trova ancora oggi.
L'epitaffio sul mausoleo riporta:
comiti de Gages

sabaudicis austriacisque

ad Yelitras et Tanarum copiis

fugatis

regni neapolitani

clarissimo assertori

reique militaris peritia

duci supra famam præclarissimo,

tandem regni Navarræ

proregi solertissimo

et in publicis viis struendis

inventori mirifico,

Decedenti prid. kal. febr. anni 1753

ætatis 73

Carolus III Hispaniarum rex

monumculum hoc dicat

bene merenti.»